# ضابط مترجم

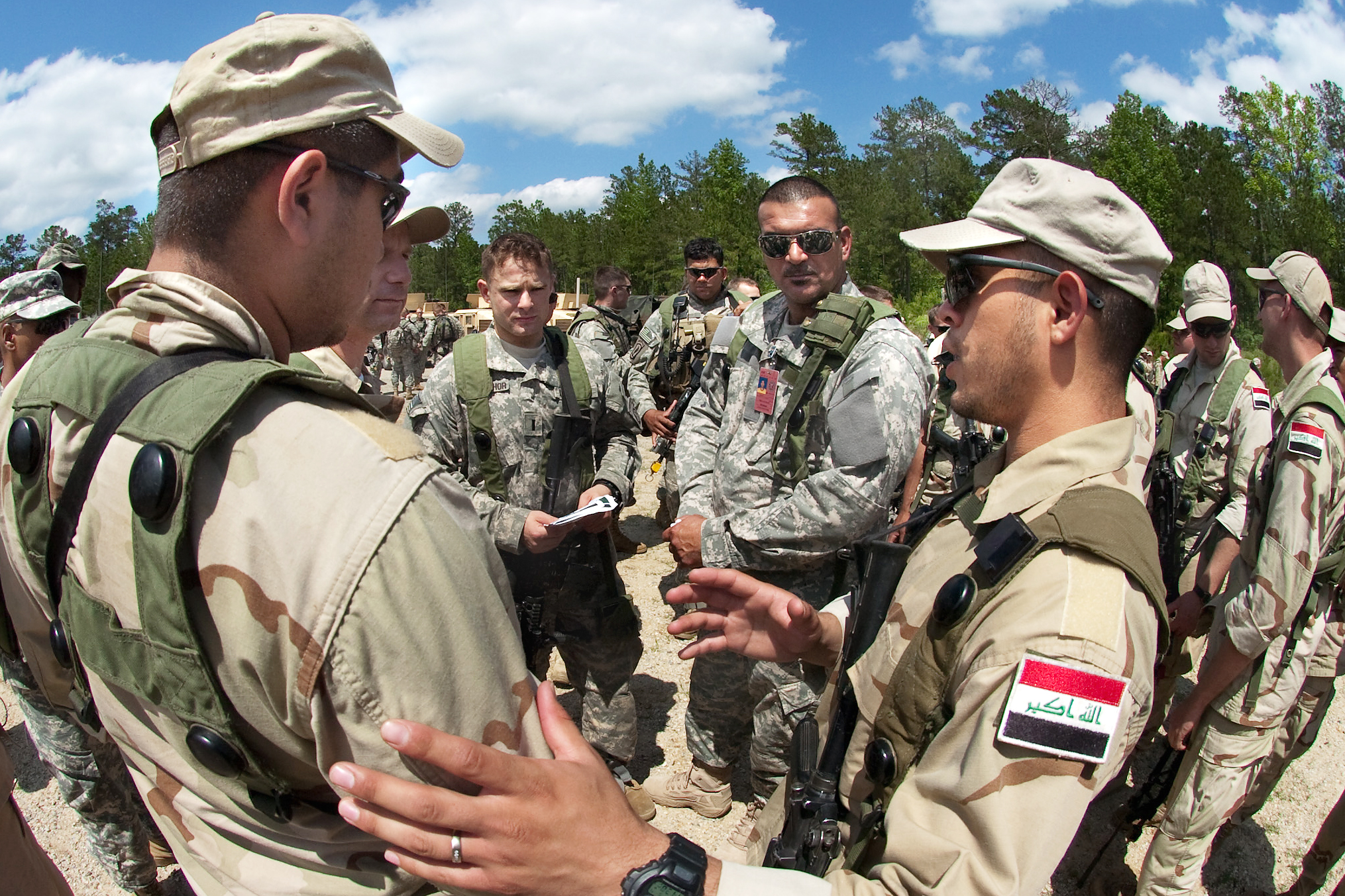
الملازم الأول بالجيش الأمريكي جوشوا ستيوارت شور يتحدث مع قادة الجيش العراقي من خلال المترجم العراقي المولد روجر القرعاوي

ضابط مترجم هو ضابط مكلف في القوات المسلحة، الذي يقوم بالترجمة الفورية و/أو الترجمة لتسهيل العمليات العسكرية. ويعمل الضباط المترجمون على نطاق واسع في العمليات متعددة الجنسيات، التي يؤدي فيا بلدان أو أكثر لا تجمعهم لغة واحدة، عملية مشتركة أو مهام استطلاعية يكون فيها التواصل مع السكان المحليين مهمًا للغاية، ولكنه محدود بسبب عدم إتقان اللغة بين أفراد قوات الحملة. كما يعمل الضباط المترجمون في جمع المعلومات الاستخباراتية وتحليلها، على الرغم من أنه في العديد من البلدان تتم الاستعانة بمحللين مدنيين بدلاً من الضباط العاملين. 

## أمثلة حسب البلد

### الولايات المتحدة
يتم توفير خدمات الترجمة الفورية من قِبل أفراد من كتيبة الاستخبارات العسكرية 223 (الولايات المتحدة). وقد استخدم الجيش الأمريكي لغويين عربًا في حرب العراق على سبيل المثال. 

### جمهورية كوريا
[جهورية كوريا لديها تاريخ من الوجود المستمر للقوات الأمريكية على أراضيها. ونظرًا لأن الأفراد العسكريين من كلا البلدين عادة لا يتقنون لغة كل منهما الآخر، تم تدريب فيلق من الضباط المترجمين لتسهيل التواصل. وكل فرع من فروع الخدمة لديه مجموعته الخاصة من الضباط المترجمين. وهم يشاركون في الاجتماعات والمؤتمرات رفيعة المستوى أو المناقشات غير الرسمية اليومية لتقديم ترجمة فورية أو متعاقبة، عادة بين اللغة الإنجليزية واللغة الكورية. وخلال التدريبات العسكرية مثل تدريب الاستقبال والارتجال والحركة الموجهة إلى الأمام والتكامل (RSOI) وتدريب Ulchi Freedom Guardian، تكون هناك حاجة إلى الترجمة السريعة للتواصل بين قوات القيادات المجتمعة، ويلعب الضباط المترجمون دورًا هامًا في تحقيق سلاسة العمليات التدريبية.
والغالبية العظمى من الضباط المترجمين يعملون بالترجمة الفورية من الإنجليزية إلى الكورية. كما يتوفر عدد قليل من الضباط المترجمين الذين يترجمون باللغة الصينية واللغة اليابانية على الرغم من أنهم أقل بكثير من مترجمي اللغة الإنجليزية. والكثير وليس كل الضباط المترجمين قد قضوا سنوات عديدة في الخارج عادة في البلدات التي تتحدث اللغة الإنجليزية. والعمل كضابط مترجم هو وسيلة شعبية للمواطنين الكوريين الذين يدرسون في أمريكا الشمالية لأداء الخدمة العسكرية الإلزامية بسبب الهيبة وفرصة إقامة علاقات على الرغم من طول مدة الخدمة التي تزيد قليلاً عن ثلاث سنوات.
والصداقة الحميمية بين الضباط المترجمين تكون قوية نسبيًا مقارنة بدفعة الكلية التي تخرج منها الضباط، لأن المجموعة تكون صغيرة ومتجانسة ثقافيًا. والضباط المترجمون كمجموعة هم من ذوي التوجهات الغربية وينحدرون من أسر ميسورة الحال نسبيًا - وعدد كبير منهم سليل تكتلات تشيبول وأبناء كبار المسؤولين الحكوميين وأساتذة الجامعات. والعديد من الضباط المترجمين يسعون للحصول على وظائف في الخدمات المالية أو القانونية بعد قضاء الخدمة.

#### النوادي
هناك العديد من الأندية الخاصة بالضباط المترجمين الحاليين والسابقين. 
- نادي تونغ تونغ[وصلة مكسورة]
- روك أرمي روكايو
- روك نيفي نافيوس
- روك إير فورس أفيوس
- روك إير فورس أولد أفيوس
- روك مارينز

وهناك ناديان عبر الإنترنت للضباط المترجمين التابعين لجيش الجمهورية الكورية.
- الضابط المترجم الفئة 10
- الضابط المترجم الفئة 11

## وصلات خارجية
- Air Force Class 121 Test